# No Te Va Gustar
No Te Va Gustar (souvent abrégé NTVG) est un groupe uruguayen de rock, originaire de Montevideo.

## Histoire

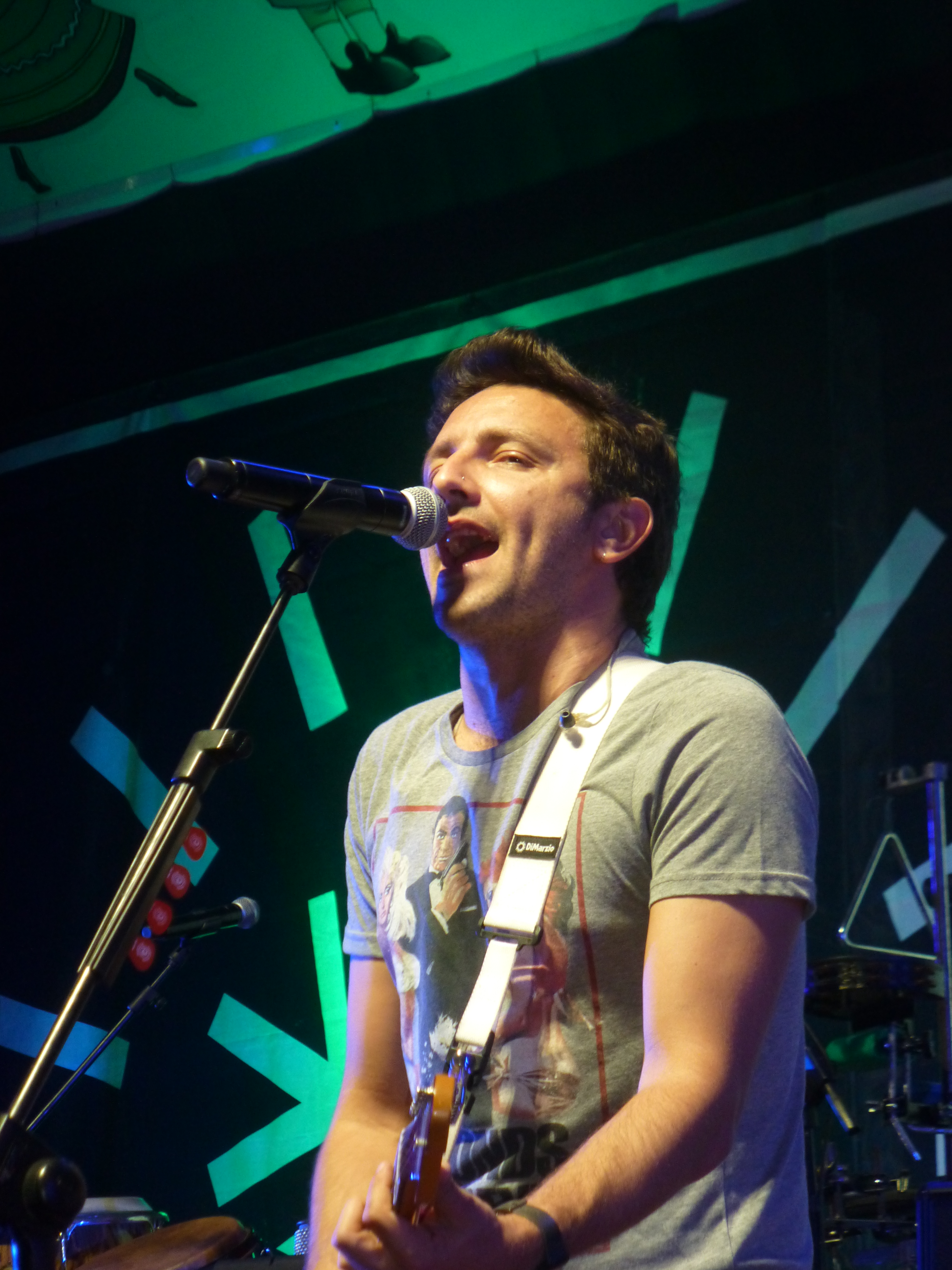
Emiliano Brancciari, chanteur du groupe.

No Te Va Gustar se forme en 1994. La plupart de ses membres avaient alors 16 ans. Au départ, il ne comptait que trois membres : Emiliano Brancciari (guitare), Mateo Moreno (guitare basse) et Pablo Abdala (batterie). En 1997, le groupe s'ouvre sur d'autres styles de musique tels que le reggae, le candombe, la salsa, le ska et la murga.
Le groupe commence à être réellement connu en 1998 quand il remporte le prix du troisième Festival de la chanson de Montevideo et un autre concours organisé par la Commission pour la jeunesse de la même ville. En 1999, le groupe tourne dans divers lieux de concert à Montevideo, et en juillet No Te Va Gustar commence à enregistrer son premier disque auto-produit Sólo de noche. Pendant l'été 2000, le groupe fait une tournée considérable sur la côte est de l'Uruguay faisant étape à Punta del Diablo, Valizas, Cabo Polonio, La Pedrera, La Paloma, Atlántida, El Pinar et Solymar. En avril 2000, Sólo de noche est officiellement mis en vente.
En 2002, No Te Va Gustar enregistre son deuxième album intitulé Éste fuerte viento que sopla à Santiago du Chili. À partir de ce moment, le groupe commence à consolider sa position comme une des références du rock uruguayen, avec un agenda très chargé. Son deuxième album devient disque d'or seulement six mois après sa mise au marché[réf. nécessaire].
En 2004, le groupe fait une tournée sur la côte atlantique, partageant la scène avec le groupe La Zurda et avec un des plus importants groupes du moment : Bersuit Vergarabat. Ils multiplient leurs tournées en Argentine attirant à chaque fois un public plus important et s'arrêtant dans les villes de La Plata, Morón, Ramos Mejía et Lomas de Zamora.
En 2005 sort leur troisième album intitulé Aunque cueste ver el sol. Le concert de lancement du disque attire un public de plus de 10 000 personnes. De plus, le concert est enregistré pour un DVD qui sort en novembre 2005. Toujours en 2005, No Te Va Gustar fait une tournée européenne visitant plus de 40 villes, dont Munich, Hambourg, Brême, Berlin, Vienne, Berne, et Madrid.
En 2006, le groupe enregistre son quatrième album Todo es tan inflamable, lequel est présenté en concert dans diverses villes d'Uruguay et d'Argentine. C'est la même année que le bassiste Mateo et le batteur Pablo quittent le groupe pour des raisons personnelles.
En janvier 2013, Francisco Nasser (fils du chanteur-compositeur uruguayen Jorge Nasser) rejoint le groupe en tant que claviériste. Avec des billets épuisés quatre jours avant leur concert, le 16 mars 2013 a lieu la présentation officielle de El calor del pleno invierno au Vélodrome municipal de Montevideo, marquant le début d'une longue tournée sud-américaine qui dépasse largement les attentes en matière de vente de billets dans toutes les villes. Ce concert accueille des invités spéciaux tels que Chano Moreno Charpentier de Tan Biónica, Andrés Ciro Martínez de Ciro y los Persas, Gabriel Peluffo du groupe uruguayen « Buitres », Mateo Moreno et « Piti » Fernández, de La Franela,. Le 6 mars 2014, le film documentaire El verano siguiente, dans lequel ils apparaissent, sort en salles.
En mai 2021, ils sortent Luz, un album aux paroles et à la musique plus sentimentales et émotionnelles. Il se distingue beaucoup de leur album précédent et ses singles sont No te imaginas et Venganza, en collaboration avec l'artiste argentine Nicki Nicole. Il est produit par Héctor Castillo et édité en CD. D'autre part, Luz est le premier album sans le percussionniste Gonzalo « Japo » Castex, musicien qui faisait partie de la formation originale du groupe et qui a décidé de quitter le groupe après une décision personnelle.

## Discographie

### Albums studio
- 2008 : El camino más largo
- 2010 : Por lo menos hoy
- 2012 : El calor del pleno invierno
- 2014 : El tiempo otra vez avanza
- 2017 : Suenan las alarmas
- 2019 : Otras canciones
- 2021 : Luz

### Albums live, compilations et EP
- 2005 : MVD 05/03/05
- 2007 : TaN
- 2009 : Sólo de día
- 2012 : Público
- 2014 : NTVG en vivo - Buenos Aires
- 2020 : Otras canciones - En vivo en Latinoamérica
- 2022 : En vivo en el Estadio Único de La Plata
- 2024 : Portal Sessions - No te va Gustar
- 2024 : Desde Acá Qué Cerca Queda el Cielo
- 2025 : Cómo me Gusta Verte Reír